# David Grondin
Pour les articles homonymes, voir Grondin.
David Grondin est un footballeur français, né le 8 mai 1980 à Juvisy-sur-Orge (Essonne), évoluant en défense ou en milieu de terrain.

## Carrière
D'ascendance réunionnaise, David Grondin fait ses débuts à l'ES Viry-Châtillon. En 1994, il est finaliste de la Coupe nationale des minimes avec la sélection de la Ligue de Paris-Île-de-France. Grondin intègre le centre de formation de l'AS Saint-Étienne et remporte la coupe Gambardella en 1998 face au Paris SG. Il est bientôt transféré en Angleterre, au club d'Arsenal à Londres. Il joue son premier match lors du troisième tour de la League Cup face à Derby County en octobre 1998. Mais durant son passage dans le club londonien il fait très rarement partie de l'équipe première. Grondin est successivement prêté à Saint-Étienne, à l'AS Cannes et au club belge de Beveren. Un règlement plafonnant le nombre de joueurs de plus de 21 ans qu'un club peut envoyer en prêt oblige Arsenal à libérer Grondin de son contrat en janvier 2003. Le joueur de près de 23 ans peut alors signer en faveur du club écossais de Dunfermline évoluant en Scottish Premier League. Il rejoint ensuite la Ligue 2 et le Stade brestois. 

## Clubs
- 1994-1998 : AS Saint-Étienne ( France)
- 1998-jan. 2003 : Arsenal B ( Angleterre)
  - 1999-2000 : AS Saint-Étienne B (prêt) ( France)
  - 2000-2001 AS Cannes (prêt) ( France)
  - 2001-2002 : KSK Beveren ( Belgique) (prêt)
- jan 2003-2004 : Dunfermline ( Écosse)
- 2004-2005 : Stade brestois ( France)
- 2005-fév. 2008 : Royal Excelsior Mouscron ( Belgique)
- 2008-2009 : FC Malines ( Belgique)
- 2009-2010 : RAEC Mons ( Belgique)
- 2010-déc.2010 : FC Brussels ( Belgique)
- 2011-2013 : Stade bordelais ( France)

## Palmarès
- Finaliste de la Coupe de Belgique de football 2005-2006 avec le Royal Excelsior Mouscron